# Catocala argillacea
Catocala argillacea là một loài bướm đêm trong họ Erebidae.